# Rynna (dolina Jaworzynka)

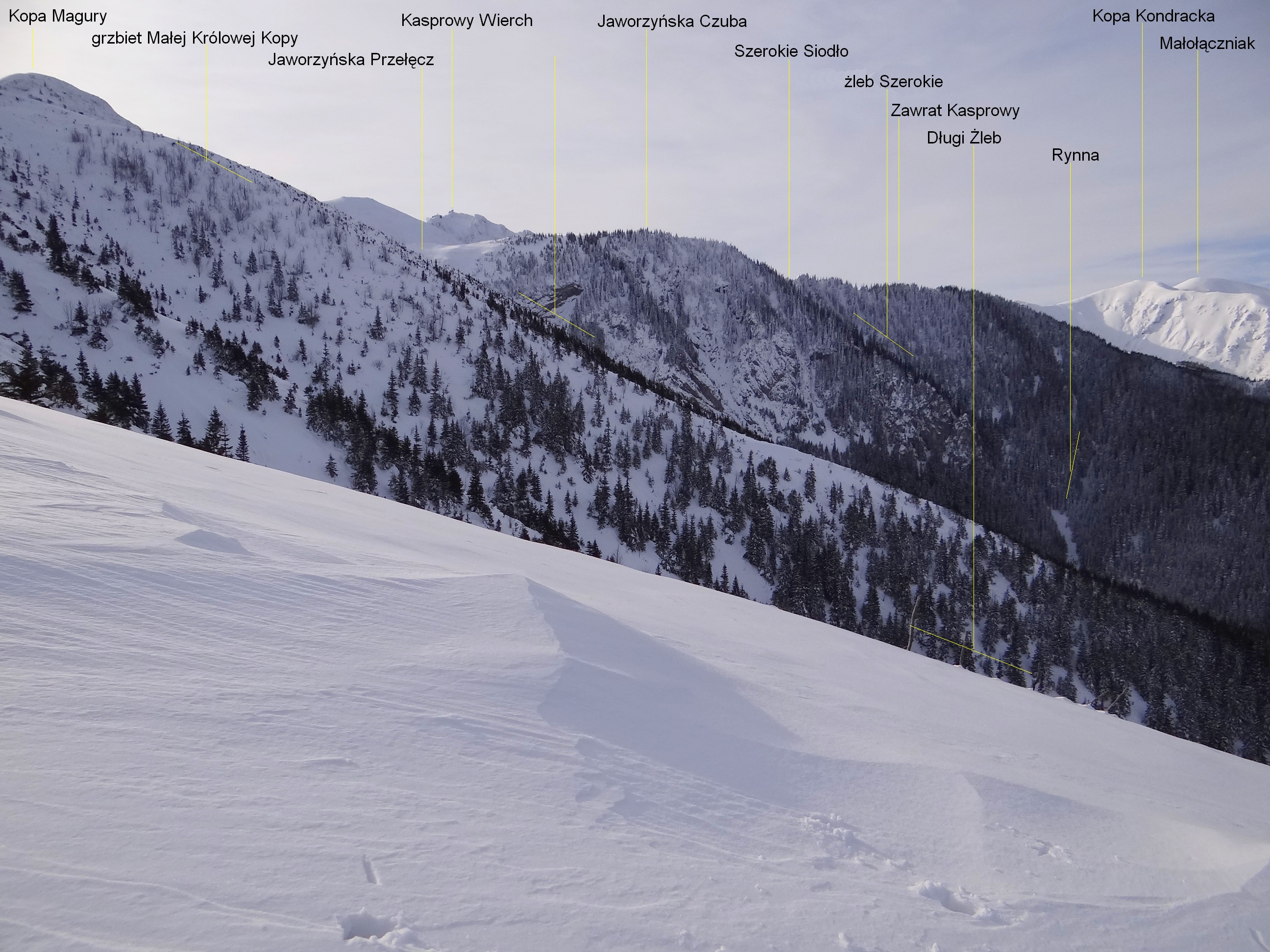
Widok z okolic Diabełka

Rynna – żleb opadający z zachodnio-północno-zachodniej grani Kopy Magury do dJaworzynki w polskich Tatrach Zachodnich. Opada z płaśni Rówienki (1459 m) w północno-wschodnim kierunku. Około 200 m poniżej grani dołącza do niego żleb Szerokie. Wspólnym koryciskiem uchodzą do niemal już zarośniętej Wyżniej Polany Jaworzynka. W korycisku tym, poniżej miejsca połączenia się żlebów znajduje się stromy próg mający wysokość ok. 15 m.
Rynna opada ze stromego stoku całkowicie porośniętego lasem świerkowym. Górna część żlebu jest trawiasto-kamienista. Znajduje się tu wejście do Jaskini pod Limbą. Dolna część koryciska (powyżej Wyżniej Polany Jaworzynka) porośnięta jest pokrzywami. To pozostałości dawnej pasterskiej przeszłości. Cała dolina Jaworzynka była intensywnie wypasana, należała do Hali Jaworzynka. W miejscach, w których znajdowały się koszary, dochodziło do miejscowego przeazotowania gleby odchodami owiec. Duża zmiana składu gleby powodowała zmiany w składzie gatunkowym roślin porastających to miejsce i naturalną sukcesję ekologiczną. Najpierw rozwijają się niektóre gatunki przywrotnika, potem szczaw alpejski, a przy bardzo dużym przeazotowaniu pokrzywa, która najlepiej rośnie w takich właśnie warunkach, wypierając inne gatunki.
Powyżej pokrzyw znajduje się w korycisku Rynny próg o wysokości ok. 5 m, a pod nim wnęka Skrzynia o płaskim dnie, długości ok. 3 m i wysokości ok. 0,5 m.